# Frederick Seitz
Frederick Seitz (4 juillet 1911 – 2 mars 2008) est un physicien américain, pionnier de la physique du solide.
Adversaire acharné des thèses sur le réchauffement climatique, il est l'un des protagonistes de l'essai Les Marchands de doute.

## Années de formation

Construction de la maille de Wigner-Seitz.

Né à San Francisco, Seitz étudia la physique à l’université Stanford, dont il sortit diplômé en 1932.
Seitz partit ensuite étudier la métallurgie sous la direction d’Eugene Wigner à l’université de Princeton, et y soutint sa thèse de doctorat en 1934. Avec Wigner, il imagina la première théorie quantique des cristaux, et développa plusieurs concepts fondamentaux en Physique du solide comme la « maille de Wigner-Seitz. »
La maille de Wigner-Seitz est une construction géométrique rendant compte de la régularité des édifices atomiques cristallins en Physique du solide. Toutes les propriétés communes aux matériaux cristallins se déduisent de l'existence de cette structure ordonnée, invariante par Groupes de translation discrets.
Il épousa Elizabeth K. Marshall le 18 mai 1935.

## Carrière académique
Au terme de ses études, Seitz poursuivit ses recherches en physique du solide, et publia d'abord un traité, The Modern Theory of Solids (1940), motivé par le désir de « donner un aperçu cohérent des divers aspects de la physique du solide afin de donner à cette discipline le genre d’unité qu'elle mérite. » The Modern Theory of Solids montrait en effet les relations entre des domaines jusque-là aussi différents que la métallurgie, les céramiques et l’électronique. Seitz collabora en outre comme expert à différents programmes de l'armée au cours de la Deuxième Guerre mondiale : ils intéressaient aussi bien la métallurgie, l'effet des rayonnements ionisants sur les solides réels et les composants électroniques. Avec Hillard Huntington, il effectua le premier calcul d’enthalpie de formation et de migration des lacunes et des interstitiels dans le cuivre monocristallin, qui inspireront par la suite de multiples travaux sur les défauts ponctuels dans les métaux. Il publiait des articles touchant à toutes les branches de la physique de l'état solide : « spectroscopie, luminescence, déformation plastique, l’irradiation, physique des métaux, auto-diffusion, les défauts ponctuels dans les métaux et les isolants, et la politique de la Recherche. »
Dès la fin de ses études, Seitz avait enseigné à la faculté des sciences de l'université de Rochester (1935–37) ; après un passage en tant que chercheur auprès des laboratoires de General Electric (1937–39), il enseigna à l'université de Pennsylvanie (1939–1942) puis à l'Institut de Technologie Carnegie (1942–49).
De 1946 à 1947, Seitz fut le directeur du programme de formation du nucléaire à Oak Ridge National Laboratory. Il se vit offrir la chaire de physique de l’université de l'Illinois à Urbana-Champaign (1949), dont il présida le département de physique à partir de 1957, et dont il devint doyen puis vice-président en 1964. Seitz fut en outre conseiller de l'OTAN. De 1962 à 1969 Seitz fut président en titre de l’Académie des Sciences des États-Unis, poste qu'il exerça d'ailleurs à plein temps à partir de 1965. C'est à ce poste qu’il lança l’Universities Research Association, qui passa des accords avec la Commission de l'énergie atomique en vue de la construction du plus grand accélérateur de particules de l'époque, le Fermilab.
Il fut président de l'Université Rockefeller entre 1968 et 1978 : à ce poste, il mit sur pied de nouveaux programmes de recherche en biologie moléculaire, en biologie cellulaire, et dans les neuroscience, tout en organisant un cursus Master-doctorat commun avec l’université Cornell. Il prit sa retraite de l’université Rockefeller en 1979, mais fut élevé au rang de président émérite.

## Carrière d'expert
Après que Seitz eut publié un article sur l’opacification des cristaux, DuPont sollicita en 1939 son expertise pour résoudre le problème auquel les chimistes étaient confrontés relativement à la stabilité du jaune de chrome, et ce fut pour ce physicien le début d'une période d'intérêt intense pour le problème des pigments colorés. Il s'intéressa entre autres à la possibilité d'utiliser le carbure de silicium comme pigment blanc non toxique.
Seitz a été directeur de Texas Instruments (1971–1982) et d’Akzona Corp. (1973–1982).
Seitz a créé un laboratoire de physique (qui porte son nom) à l’université de l'Illinois à Urbana-Champaign et plusieurs autres laboratoires américains de recherche en science des matériaux,.

## Lobby du tabac et désinformation
Peu avant sa retraite de l’université Rockefeller en 1979, Seitz accepta un poste d'expert pour le compte de la compagnie de tabac RJ Reynolds, au titre des orientations du programme de recherche médicale et poursuivit cette activité jusqu'en 1988 (la Cie Reynolds avait été l'un des principaux donateurs du programme biomédical de l’université Rockefeller). Seitz se défendit plus tard en expliquant que « tout cet argent a été consacré à la recherche fondamentale et médicale », et il rappela l'importance des subventions de Reynolds pour la poursuite des recherches sur la maladie de la vache folle et la tuberculose. Néanmoins, des travaux de recherche menés depuis à propos de l'action du lobby du tabac ont conclu que Seitz, qui avait obtenu 45 millions de dollars d'allocation de recherche de la part de Reynolds, « ...a joué un rôle-clef (...) dans l'assistance apportée à l'industrie des tabacs pour embrouiller l'opinion à propos des effets du tabac sur la santé ». Dans une note interne des syndics de l'industrie du tabac (1989), un responsable de Philip Morris International décrit Seitz comme « trop âgé et insuffisamment rationnel pour formuler des avis ».

## Désinformation sur le changement climatique et la couche d'ozone
En 1984, Seitz fut choisi pour diriger l’Institut Marshall,, un think tank formé pour soutenir l’Initiative de défense stratégique du Président Reagan, mais qui « dans les années 1990, se reconvertit comme l'une des principales officines chargées de discréditer la cause du changement climatique, » ; il le présidera jusqu'en 2001,. Un rapport de 1990, cosigné par les fondateurs de l'Institut, Robert Jastrow et William Nierenberg, « formait la doctrine de l'administration Bush sur le changement climatique découlant de l'action de l'Homme ». L’Institut se chargea plus généralement de la promotion des thèses climatosceptiques. En 1994, il publia un article de Seitz intitulé Global warming and ozone hole controversies: A challenge to scientific judgment. Seitz met en doute l'idée selon laquelle les CFC « représentent la principale menace contre la couche d'ozone ». Dans ce même article, à propos des dangers du tabagisme passif, il conclut qu’« il n'y a aucune véritable preuve scientifique que le tabagisme passif soit véritablement dangereux dans des circonstances normales ».
Ainsi, jusqu'à la fin de sa vie, Seitz aura été l'une des figures du proue du « climatoscepticisme »,. En tant que savant de réputation internationale, il se joignit aux chercheurs qui, au début des années 1990, remirent en cause ce phénomène. Selon Seitz, les arguments scientifiques en faveur du réchauffement étaient non concluants et ce réchauffement « ne justifiait certainement pas d'imposer des limites obligatoires aux émissions de gaz à effet de serre ». Il conteste notamment l'idée selon laquelle le réchauffement climatique était une conséquence de l'activité humaine. Dans une lettre ouverte au Wall Street Journal parue en 1996, il estime que les éditeurs du chapitre 8 (intitulé « Détection et attribution ») du second rapport du GIEC ont commis « le pire détournement des règles de relecture par les pairs », qui régissent par principe l'édition scientifique.  
Seitz signe la Déclaration de Leipzig (en) de 1995 et, dans une lettre ouverte invitant les savants à signer l'« Oregon petition », appelle les autorités américaines à dénoncer le protocole de Kyoto. Cette lettre était accompagnée d'un article de 12 pages sur le changement climatique, rédigé conformément au style et au format des Proceedings of the National Academy of Sciences, publication scientifique de la plus haute autorité avec même mention d'une date de publication ("October 26") et du soi-disant numéro de la revue ("Vol. 13: 149–164 1999") : c'était là pure tromperie, et pour toute réponse, l’Academy of Sciences prit ce que le New York Times appelle « l’initiative peu ordinaire de réfuter la prise de position de l'un de ses anciens présidents,,, » – NAS 20 avril 1998. La National Academy of Sciences déclare que : « Ce manifeste ne reflète nullement les conclusions des rapports d'expert de l’Académie. »
Frederick Seitz meurt le 2 mars 2008 à New York,.

## Récompenses
Seitz a présidé l’université Rockefeller. Élu à l’Académie des sciences des États-Unis en 1952, il en a été le président de 1962 à 1969. Seitz a été récompensé de la médaille Franklin (1965), de la National Medal of Science « pour ses contributions à la théorie quantique de l'état solide » (1973), de la Distinguished Public Service Award de la NASA, etc.
Il a également reçu la Distinguished Service Award du département de la Défense des États-Unis et de la NASA ; et le Prix Compton, qui est la plus haute récompense de l'Institut Américain de Physique.  
Frederick Seitz se mit au service de multiples institutions charitables, parmi lesquelles la Fondation John-Simon-Guggenheim (qu'il présida de 1976 à 1983) et la Fondation Woodrow Wilson, le Muséum américain d'histoire naturelle (dont il fut membre du conseil à partir de 1975), de la Society for Science & the Public (entre 1971 et 1974) et de l’Institute of International Education. Il était encore membre du Center for Strategic and International Studies, enfin du Defense Science Board. Il a présidé la délégation américaine auprès de la Commission des Sciences et Technologies aux Nations unies.

## Critiques
Au début des années 1970, Seitz s'est attiré la réprobation de ses collègues du President's Science Advisory Committee et d'une partie de l'opinion publique en soutenant publiquement la guerre du Vietnam. À la fin des années 1970, il se démarqua à nouveau de ses collègues sur la question de la prolifération des armes nucléaires. Il était attaché à « un militarisme musclé s'appuyant sur la technologie d'armement la plus sophistiquée », alors que la communauté scientifique soutenait généralement les pourparlers de désarmement et les traités de non-prolifération. Seitz était d’ailleurs un anti-communiste ardent, et son appui aux programmes d'armement agressifs en est une conséquence.
Dans leur essai Les Marchands de doutes, les historiens Naomi Oreskes et Erik M. Conway estiment que Seitz « s'est de lui-même peu à peu isolé, socialement et intellectuellement, en critiquant les autres. » Frederick Seitz s'est plaint que la science américaine était devenue « rigide », que ses collègues étaient étroits d'esprit et dogmatiques. Selon Oreskes et Conway, Seitz, passionnément convaincu que science et technologie sont les ferments du progrès de la santé et de la richesse, était déçu du scepticisme de ses contemporains. Les deux historiens reprochent enfin à Seitz son engagement aux côtés du lobby du tabac.

## Publications
Seitz a écrit plusieurs ouvrages consacrés à la physique de l'état solide, au nombre desquels The modern theory of solids (1940) et The physics of metals (1943). Par la suite, il publia Theory of lattice dynamics in the harmonic approximation (1971) et une véritable encyclopédie : Solid state physics. Ce dernier ouvrage, dont il avait entrepris la rédaction dès 1955, et dont il avait conservé la direction éditoriale jusqu'au volume 38 en 1984, en était arrivé à son 60e volume en 2008. À sa retraite, il cosigna un livre sur le réchauffement climatique, publié sous les auspices de l’Institut Marshall, puis fit paraître son autobiographie en 1994. Ses autres écrits comportent des biographies de physiciens américains comme Francis Wheeler Loomis (en) (1991) ou l’inventeur canadien Reginald Fessenden (1999) ; une histoire des recherches sur le silicone, et une histoire de l'Académie des Sciences des États-Unis (2007). Il a aussi préfacé la traduction anglaise de l'autobiographie du physicien allemand Nikolaus Riehl : Stalin’s Captive: Nikolaus Riehl and the Soviet Race for the Bomb (American Chemical Society and the Chemical Heritage Foundations, 1996)  (ISBN 0-8412-3310-1).
- Frederick Seitz, A matrix-algebraic development of the crystallographic groups, Princeton University, 1934
- Frederick Seitz, The modern theory of solids, McGraw-Hill, 1940
- Frederick Seitz, The physics of metals, McGraw-Hill, 1943
- Frederick Seitz, David Turnbull, A. A. Maradudin, E. W. Montroll, G. H. Weiss, Theory of lattice dynamics in the harmonic approximation, New York, 1971
- Robert Jastrow, William Nierenberg, Frederick Seitz, Global warming: what does the science tell us?, Institut Marshall, 1990
- Robert Jastrow, William Aaron Nierenberg, Frederick Seitz, Scientific perspectives on the greenhouse problem, Marshall Press, 1990
- Frederick Seitz, Francis Wheeler Loomis: August 4, 1889 – February 9, 1976, National Academy Press, 1991
- Frederick Seitz, On the Frontier, My Life in Science (American Institute of Physics, 1994)
- Nikolaus Riehl and Frederick Seitz, Stalin’s Captive: Nikolaus Riehl and the Soviet Race for the Bomb (American Chemical Society and the Chemical Heritage Foundations, 1996)  (ISBN 0-8412-3310-1).

ce livre est une traduction de l'autobiographie de Nikolaus Riehl : Zehn Jahre im goldenen Käfig (Dix ans dans une prison dorée) (Riederer-Verlag, 1988), que Seitz fait précéder d'une longue introduction.
- Frederick Seitz et Norman G. Einspruch, Electronic genie: the tangled history of silicon, University of Illinois Press (1998).
- Frederick Seitz, The science matrix: the journey, travails, triumphs, Springer, 1998.
- Frederick Seitz, The cosmic inventor Reginald Aubrey Fessenden (1866–1932), American Philosophical Society, 1999
- Henry Ehrenreich, Frederick Seitz, David Turnbull, Frans Spaepen, Solid state physics, Academic Press, 2006
- Frederick Seitz, A selection of highlights from the history of the National Academy of Sciences, 1863–2005, University Press of America, 2007.